# Championnat de Côte d'Azur de cross-country
Le Championnat de Côte d'Azur de cross-country est la compétition annuelle de cross-country désignant le champion de Côte d'Azur de la discipline. Il comprend les départements des Alpes-Maritimes et du Var. Il est qualificatif pour le Championnat de la Méditerranée de cross-country (demi-finale des Championnats de France de cross-country). À partir de 2017, ce championnat régional évolue en championnat de Provence-Alpes-Côte d'Azur avec les départements du Bouches-du-Rhône, du Vaucluse, des Hautes-Alpes et des Alpes-de-Haute-Provence.

## Palmarès cross long hommes
- 2002 : William Struyven
- 2003 : Stéphane Valenti
- 2004 : Cyril Mazure
- 2005 : Benoît Holzerny
- 2006 : Stéphane Valenti
- 2007 : Stéphane Valenti
- 2008 : Abdelhakim Zilali
- 2009 : Sylvain Largeaud
- 2010 : Frédéric Belaubre
- 2011 : Abdelhakim Zilali
- 2012 : Abdelhakim Zilali
- 2013 : Abdelhakim Zilali
- 2014 : Abdelhakim Zilali
- 2015 : Stéphane Valenti
- 2016 : Romain Rybicki
- 2017 : Yohan Le Berre

## Palmarès cross long femmes
- 2002 : Diane Nauzin
- 2003 : Nathalie Guichoux
- 2004 : Chrystel Walspurger
- 2005 : Loubna Grosmaire
- 2006 : Chrystel Walspurger
- 2007 : Lisel Dissler
- 2008 : Lisel Dissler
- 2009 : Lisel Dissler
- 2010 : Alexandra Louison
- 2011 : Alexandra Louison
- 2012 : Karima Kherroubi
- 2013 : Adama Laclaverie
- 2014 : Anne Tabarant
- 2015 : Magali Isti-Laurent
- 2016 : Justine Guerard
- 2017 : Camille Donat